# Ronald Schilperoort
Ronald Schilperoort (Delft, 1968) is een Nederlands componist en tekstschrijver van voornamelijk filmmuziek.

## Muziekcarrière
In 1986 startte Schilperoort samen met onder andere Rick Melsert en John Ewbank de band Shift. De band had een terugkerende rol in de dramaserie Spijkerhoek, waarin ze het personage Patty Starrenburg (Mary-Lou van Steenis) muzikaal begeleidden, en brak daarmee in 1989 bij het grote publiek door. Het nummer "Wonderful" behaalde de tweede plaats in de Nederlandse Top 40. In 1990 deed Shift mee aan de voorrondes van het Nationaal Songfestival, met het nummer "Helemaal". Ze eindigden in de Nederlandse finale op plaats drie. In 1991 ging de band uit elkaar.
Intussen legde Schilperoort zich ook toe op het componeren voor tv-series, nadat hij een demo voor Spijkerhoek liet horen aan componist Hans van Eijck. In 1990 begon hij met het componeren van de achtergrondmuziek van de soap Goede tijden, slechte tijden. Samen met Hans van Eijck schreef en componeerde Schilperoort bekende televisietunes zoals “Vrienden voor het Leven” (Danny de Munk), “Nog één kans” (Vera Mann), “Onderweg naar Morgen” (Ruth Jacott) en “Het Spijt Me” (Anita Meyer). Tevens verzorgde Schilperoort vanaf begin 1994 ook de achtergrondmuziek voor de soap Onderweg naar Morgen.
Door zijn werk voor Spijkerhoek en Onderweg naar Morgen leerde Schilperoort acteur en regisseur Steven de Jong kennen. Toen De Jong begon met het maken van speelfilms en televisieseries, verzorgde Schilperoort hiervoor de muziek. Door de jaren heen heeft Schilperoort voor alle speelfilms en tv-series van De Jong mogen componeren, waaronder de films De schippers van de Kameleon (2003), Kameleon 2 (2005), De Scheepsjongens van Bontekoe (2007) en De Hel van '63 (2009), alsook de tv-series Baas Boppe Baas, Dankert & Dankert en Bit. Voor De schippers van de Kameleon schreef en componeerde Schilperoort, samen met tekstschrijver Wil Westra, de titelsong "Voor Altijd Samen".
In 2011 stopten zijn werkzaamheden bij GTST, nadat de producent besloten had een andere componist in te huren voor de achtergrondmuziek. Na zijn vertrek bij GTST componeerde Schilperoort de muziek voor de jeugdserie Koen Kampioen. Ook componeerde hij de muziek voor Leve Boerenliefde en Stuk! van Steven de Jong en voor Toscaanse Bruiloft en Rechercheur Ria van Johan Nijenhuis.

## Filmografie

### Film
- 1995: De Gouden Swipe
- 2000: De Fûke
- 2003: De schippers van de Kameleon
- 2005: Kameleon 2
- 2007:  De scheepsjongens van Bontekoe
- 2008: Snuf de Hond in oorlogstijd
- 2008: Snuf de Hond en de jacht op Vliegende Volckert
- 2009: De Hel van '63
- 2009: De reiskoffer en het geheim van de paarse kamer
- 2010: Snuf en het spookslot
- 2010: Snuf en de IJsvogel
- 2011: Penny's Shadow
- 2013: Leve Boerenliefde
- 2014: Toscaanse Bruiloft
- 2014: Stuk!
- 2015: Apenstreken
- 2017: Tuintje in mijn hart
- 2017:  Spaak
- 2022: Zwanger & Co
- 2024: Rokjesnacht
- 2025: Dochters

### Televisie
- 1989: Spijkerhoek (1989 -1993)
- 1990: Goede tijden, slechte tijden (1990-2011)
- 1993: Vrouwenvleugel (1993 - 1995)
- 1994: Onderweg naar Morgen (1994 - 2010)
- 2001: Baas Boppe Baas (2001 - 2005)
- 2006: Dankert en Dankert (2006 - 2007)
- 2008: Bit
- 2008: Puppy Patrol
- 2009: De Reiskoffer en het Geheim van de Paarse Kamer
- 2012: Koen Kampioen
- 2014: Rechercheur Ria
- 2017: Hunter Street
- 2018: De Kameleon
- 2018: Puppy Patrol - seizoen 2

- Virtual International Authority File: 183179087